# South Cle Elum
South Cle Elum és una població dels Estats Units a l'estat de Washington. Segons el cens del 2000 tenia 457 habitants.

## Demografia
Segons el cens del 2000, South Cle Elum tenia 457 habitants, 185 habitatges, i 123 famílies. La densitat de població era de 420,1 habitants per km².
Dels 185 habitatges en un 35,1% hi vivien nens de menys de 18 anys, en un 54,6% hi vivien parelles casades, en un 7,6% dones solteres, i en un 33,5% no eren unitats familiars. En el 29,7% dels habitatges hi vivien persones soles el 15,1% de les quals corresponia a persones de 65 anys o més que vivien soles. El nombre mitjà de persones vivint en cada habitatge era de 2,47 i el nombre mitjà de persones que vivien en cada família era de 3,03.
Per edats la població es repartia de la següent manera: un 29,5% tenia menys de 18 anys, un 3,3% entre 18 i 24, un 30% entre 25 i 44, un 22,5% de 45 a 60 i un 14,7% 65 anys o més.
L'edat mediana era de 38 anys. Per cada 100 dones de 18 o més anys hi havia 96,3 homes.
La renda mediana per habitatge era de 45.833 $ i la renda mediana per família de 53.750 $. Els homes tenien una renda mediana de 35.625 $ mentre que les dones 21.625 $. La renda per capita de la població era de 22.375 $. Aproximadament el 8,1% de les famílies i el 6,6% de la població estaven per davall del llindar de pobresa.

## Poblacions més properes
El següent diagrama mostra les poblacions més properes.